# Hinsdale (Illinois)
Hinsdale ist ein westlicher Vorort von Chicago im DuPage County und Cook County, Illinois, Vereinigte Staaten. Das U.S. Census Bureau hat bei der Volkszählung 2020 eine Einwohnerzahl von 17.395 ermittelt.

## Persönlichkeiten
- Ann Bannon (* 1932), Autorin
- Judy Biggert (* 1937), Politikerin
- Paul Bollenback (* 1959), Jazzmusiker
- Allan B. Calhamer (1931–2013), Spieleautor
- Danielle Campbell (* 1995), Schauspielerin
- Barton Childs (1916–2010), Kinderarzt und Genetiker
- Robert A. Childs (1845–1915), Politiker
- Tyrone Davis (1938–2005), Sänger
- Caroline Dolehide (* 1998), Tennisspielerin
- Frank Foss (1895–1989), Stabhochspringer
- Elaine Fuchs (* 1950), Biologin
- Chad Hartley (* 1981), Radrennfahrer
- Clark Kimberling (* 1942), Mathematiker und Komponist
- Chris Klein (* 1979), Schauspieler
- John Lynch (* 1971), Footballspieler
- Cooper MacNeil (* 1992), Autorennfahrer
- Martin B. Madden (1855–1928), Politiker
- Todd Martin (* 1970), Tennisspieler
- Meredith Monroe (* 1969), Schauspielerin
- Edwin Myers (1896–1978), Stabhochspringer
- Everett C. Olson (1910–1993), Paläontologe
- Kevin Plawecki (* 1991), Baseballspieler
- Pete Ploszek (* 1987), Schauspieler
- Pat Quinn (* 1948), Politiker
- Marty Riessen (* 1941), Tennisspieler
- Peter Roskam (* 1961), Politiker
- Amelia van Singel (1949–2016), Hörfunkmoderatorin und Musikjournalistin
- Robert Thompson (* 1959), Medienhistoriker
- Heather Tom (* 1975), Schauspielerin
- Nicholle Tom (* 1978), Schauspielerin
- Courtney Zablocki (* 1981), Rennrodlerin
- Josh Manson (* 1991), Eishockeyspieler